# 中滩镇 (天水市)
中滩镇，是中华人民共和国甘肃省天水市麦积区下辖的一个乡镇级行政单位。

## 行政区划
中滩镇下辖以下地区：
雷王村、背湾村、渠刘村、汪李村、后川村、四合村、毛家村、陈大村、演营村、缑杨村、蒲甸村、张白村、余峡村、丁湾村、霍坪村、漆李村、赵崖村、刘阳村、谢坪村、种田村、杨成村、文沟村和文岔村。